# Procerocymbium
Procerocymbium es un género de arañas araneomorfas de la familia Linyphiidae. Se encuentra en Rusia y Canadá.

## Lista de especies
Según The World Spider Catalog 12.0:
- Procerocymbium buryaticum Marusik & Koponen, 2001
- Procerocymbium dondalei Marusik & Koponen, 2001
- Procerocymbium jeniseicum Marusik & Koponen, 2001
- Procerocymbium sibiricum Eskov, 1989